# 그레이의 50가지 그림자
⟪그레이의 50가지 그림자⟫(영어: Fifty Shades of Grey)는 영국의 소설가 E. L. 제임스가 2011년에 발표한 에로틱 로맨스 소설이다. 이 소설은 50가지 그림자 트롤로지의 첫 번째 작품으로, 대학 졸업생 아나스타샤 스틸과 젋은 사업가 크리스천 그레이의 깊어지는 관계를 추적한다. 본디지/디서플린, 지배/피지배, 가학증/피가학증을 포함한 노골적으로 에로틱한 장면으로도 유명하다. 원래는 이북으로 자비 출판되었나, 2012년 5월에  빈티지 북스가 출판권을 인수하였다.
⟪그레이의 50가지 그림자⟫는 전세계의 베스트 셀러 순위에서 1위를 차지하였으며, 2015년 6월까지 1억 25백만 부 이상을 판매하였다. 52개의 언어로 번역되었으며, 영국에서는 가장 빨리 팔린 페이퍼백으로 기록되었다. 유니버셜 픽처스와 포커스 피쳐스는 이 작품을 영화로 제작하여 2015년 2월 13일에 개봉하였으나 대체적으로 호의적인 평가를 얻지는 못하였다.
트롤로지의 두 번째와 세 번째 작품인 《50가지 그림자: 심연》과 《50가지 그림자: 해방》이 2012년에 출판되었으며, ⟪그레이의 50가지 그림자⟫를 크리스천의 시선으로 이야기하는 《그레이》가 2015년 6월에 출판되었다.

## 영화
이 작품의 영화는 샘 테일러존슨이 연출을, 켈리 마셀이 각본을 담당하였다. 다코타 존슨이 아나스타샤 스틸로, 제이미 도넌이 크리스천 그레이로 분하였다. 제65회 베를린 국제 영화제에서 2015년 2월 11일에 최초로 상영 되었으며, 2월 13일에 미국에서 개봉되었다.

## 같이 보기
- 세크리터리